# Cubillo
Cubillo es un municipio y localidad española de la provincia de Segovia, en la comunidad autónoma de Castilla y León. El término municipal tiene una población de 73 habitantes (INE 2024).

## Toponimia
El nombre del lugar puede encontrarse mencionado con las variantes El Cubillo y Cubillo. Su significado se debe a su ubicación en una hondonada con un manantial.

## Geografía

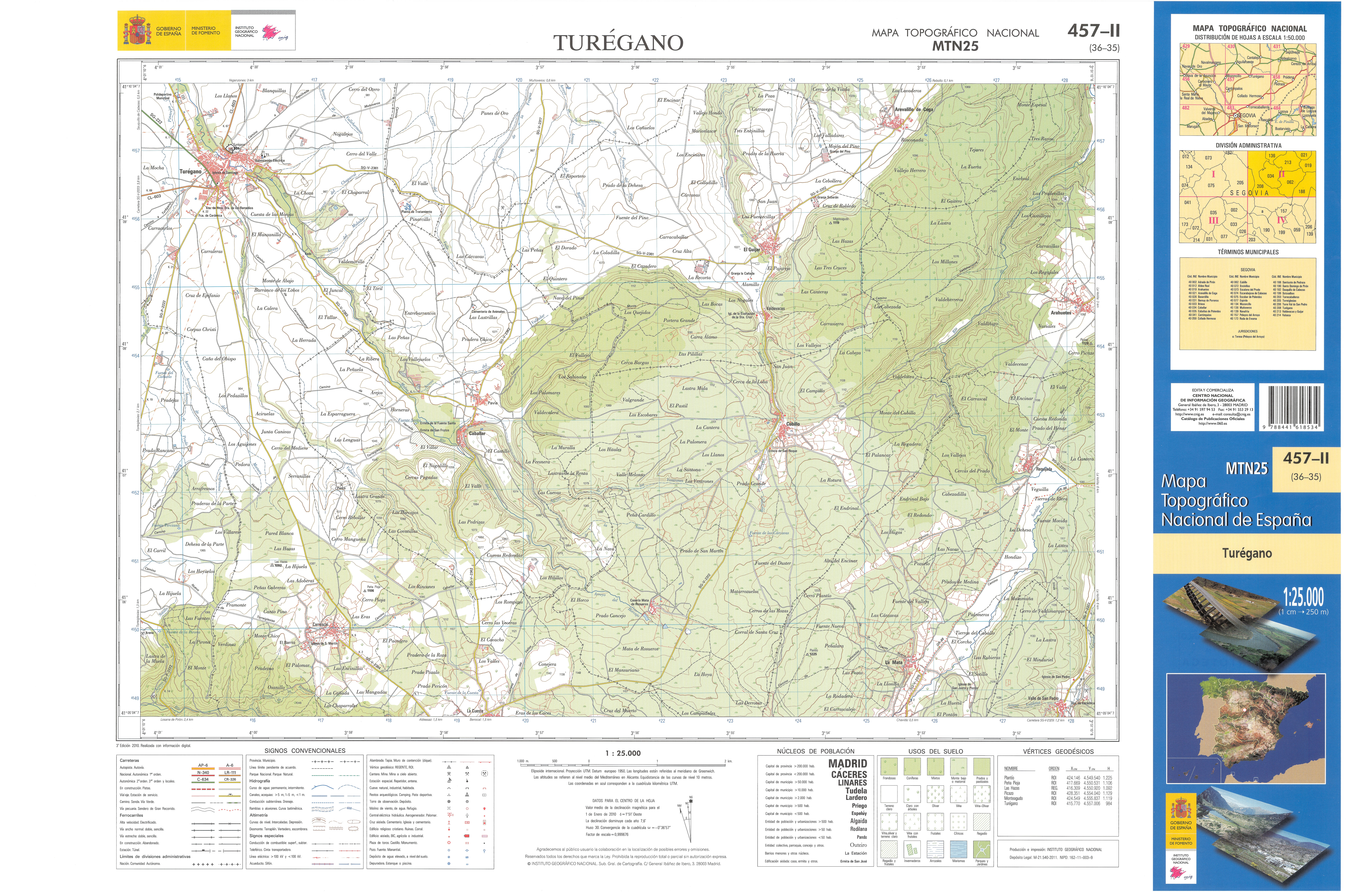
Fragmento de la hoja 457 del Mapa Topográfico Nacional de España de 2010 en el que se representa Cubillo

Situado a unos 25 km de la capital provincial, su término se sitúa entre las montañas y el penillanura de la Sierra de Guadarrama, en un terreno irregular y algo escarpado atravesado por el arroyo de La Matilla o San Roque y el río de santa Águeda. En su término municipal se encuentran los despoblados de La Nava y Rosueros, este último aún como caserío.
| Noroeste: Caballar | Norte: Valdevacas y Guijar | Noreste: Arahuetes            |
| Oeste: Caballar    |                            | Este: Santiuste de Pedraza    |
| Suroeste: Turégano | Sur: Turégano              | Sureste: Santiuste de Pedraza |

## Historia
El territorio es repoblado durante la Reconquista, dentro de la Comunidad de Villa y Tierra de Pedraza. Su nombre aparece inicialmente como El Cubiello en los documentos catedralicios de Segovia de 1247.
A mediados del siglo XIX, el lugar tenía contabilizada una población de 124 habitantes. Aparece descrito en el séptimo volumen del Diccionario geográfico-estadístico-histórico de España y sus posesiones de Ultramar de Pascual Madoz de la siguiente manera:

CUBILLO (el): l. con ayunt. de la prov., adm. de rent., part. jud. y dióc. de Segovia (4 1/2 leg.), aud. terr. y c. g. de Madrid (18): sit. en un hondo con mediana ventilacion y clima sano. Tiene 50 casas de un solo piso y mala construccion, divididas en dos barrios por un arroyuelo, llamado San Roque, que nace á poca dist., casa de ayunt., escuela de instruccion primaria comun á ambos sexos á cargo de un maestro con la dotacion de 95 rs. 13 fan. de trigo por los padres de los niños, casa de valde y leña, 2 fuentes de buenas y abundantes aguas, y una igl. parr. (San Juan ante-portam latinam) servida por un párroco de presentacion real y ordinaria, el cementerio se halla en parage que no ofende la salud pública, hay una ermita (San Roque). Confina el térm. N. Guijar de Valdevacas; E. Arahuetes; S. Santiuste de Pedraza y O. Caballar. El terreno es de mediana calidad, y se cultivan sobre 700 obradas; como á 600 pasos del pueblo hay un monte bastante poblado de encina y por su lado izq. de pinos, cuya circunferencia será de 3/4 de hora, y al NE, hay tambien un enebral con el cual y el monte dicho se surte el pueblo para fábricas de casas, lumbres y aperos de labor, y abunda en arbustos, espinos, álamos blancos y negros. caminos los de pueblo á pueblo en mal estado. prod.: trigo, centeno, cebada, lino, garbanzos y frutas; mantiene ganado lanar, vacuno, caballar, mular y de cerda; cria caza de liebres, conejos y perdices. ind.: agricultura, y 3 tejedores. comercio: esportacion de lo sobrante. pobl.: 34 vec., 124 alm. cap. imp.: 32,714 rs. contr.: en todos conceptos 4,635: el presupuesto municipal asciende á 555 rs. y se cubre con 516 producto de propios y por reparto vecinal.
(Madoz, 1847, p. 198)

## Demografía
Cuenta con una población de 73 habitantes (INE 2024).
| Gráfica de evolución demográfica de Cubillo entre 1842 y 2021                                                         |
| |
| Población de derecho según los censos de población del INE. Población de hecho según los censos de población del INE. |

| 73            | 66 | 40 | 58 | 63 | 67 | 69 | 69 | 74 | 77 | 74 | 74 |
| (Fuente: INE) |    |    |    |    |    |    |    |    |    |    |    |

## Administración y política
| Periodo   | Nombre                            | Partido   |
| --------- | --------------------------------- | --------- |

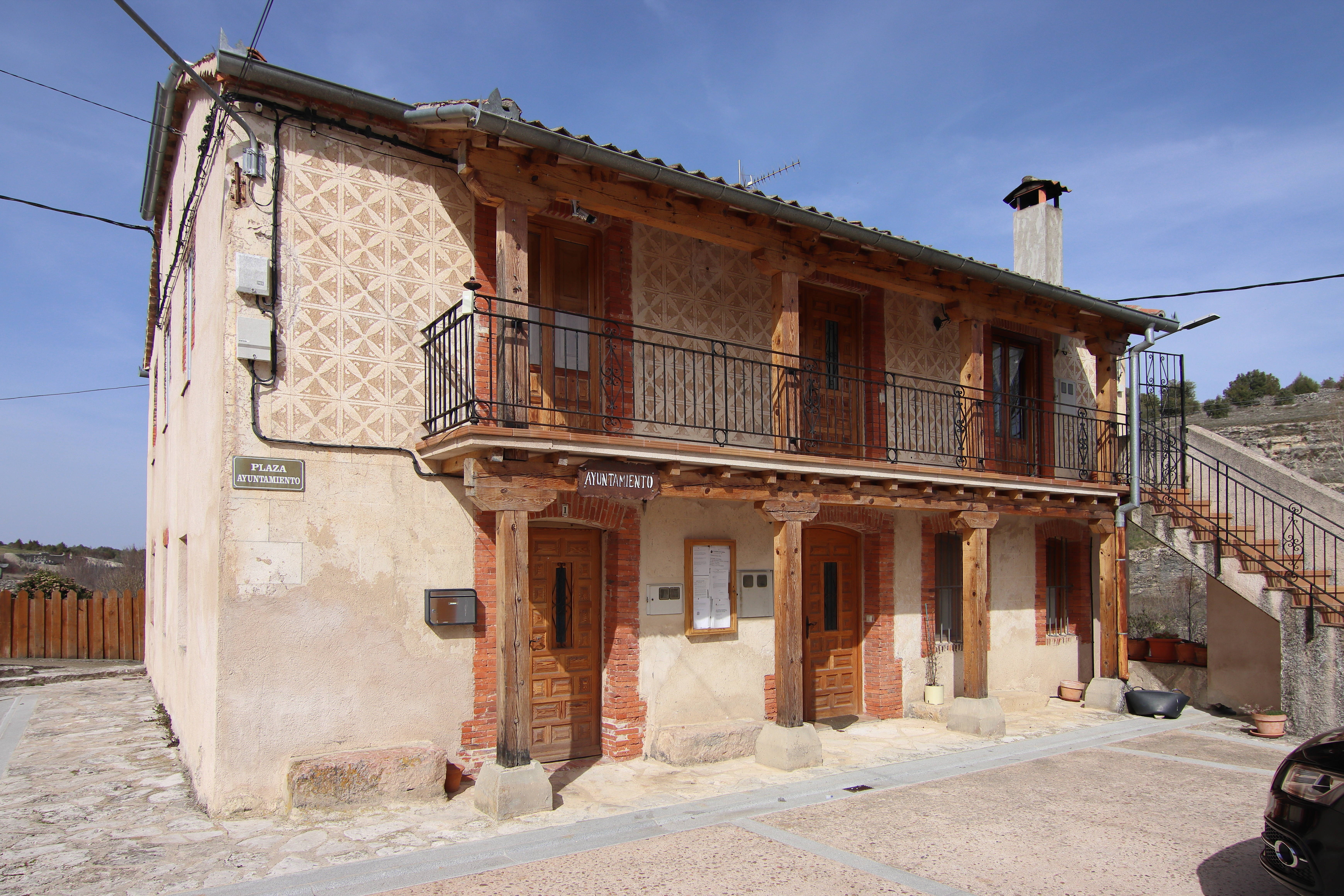
Casa consistorial, sede del Ayuntamiento, cuenta con el esgrafiado típico en sus paredes

| 1979-1983 | Celedonio Esteban de Andrés       | UCD       |
| 1983-1987 | Celedonio Esteban de Andrés       | AP-PDP-UL |
| 1987-1991 | Celedonio Esteban de Andrés       | PDP       |
| 1991-1995 | Celedonio Esteban de Andrés       | PP        |
| 1995-1999 | Celedonio Esteban de Andrés       | PP        |
| 1999-2003 | Celedonio Esteban de Andrés       | PP        |
| 2003-2007 | Celedonio Esteban de Andrés       | PP        |
| 2007-2011 | Celedonio Esteban de Andrés       | PP        |
| 2011-2015 | Celedonio Esteban de Andrés       | PP        |
| 2015-2019 | Francisco David Martínez Cuadrado | PSOE      |
| 2019-2023 | Francisco David Martínez Cuadrado | PSOE      |
| 2023-act. | Francisco David Martínez Cuadrado | PSOE      |

## Patrimonio

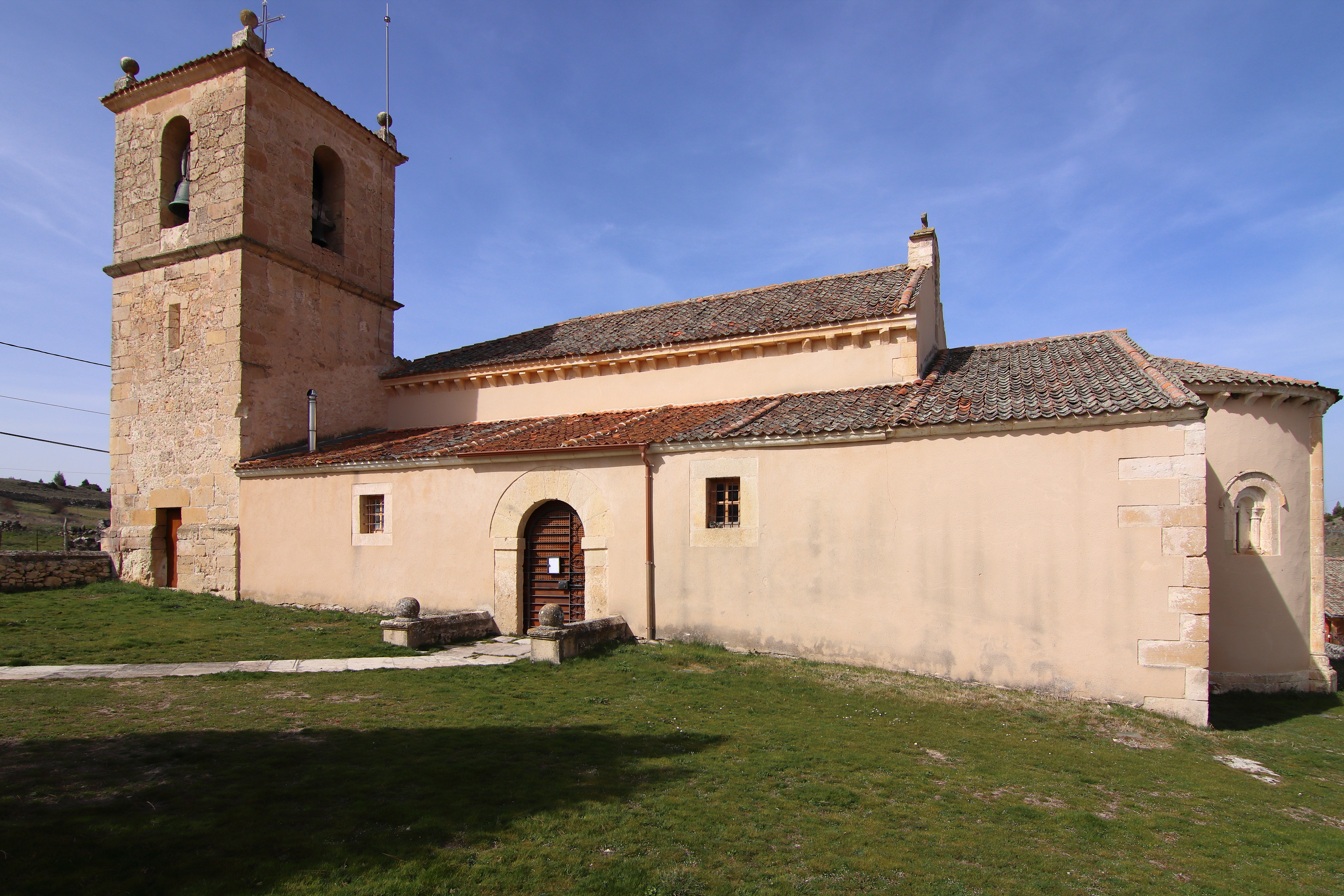
Iglesia de San Juan

- Iglesia bajo la advocación de San Juan ante-portam latinam.[2] Es de estilo románico. Destaca su cabecera de semitambor, varios retablos y su colección de obras de plata como una cruz procesional de plata realizada en Segovia en el tercer cuarto del siglo XVI o un cáliz rococó hecho en Córdoba en 1778 por Antonio José de Santa Cruz y Zaldúa.[8]
- Ermita de San Roque, protectora contra la peste.
- Restos de un molino.
- Antigua fragua.
- Potro de herrar.
- Fuentes de los Caños Viejos, el Barrio de Abajo y Banca.
- Palomares tradicionales.
- Plaza de La Cruz.
- Safari Ibérico Segovia, donde destaca su criadero de bisontes.
- Casas tradicionales y con teja árabe.
- Fachadas con el típico esgrafiado segoviano.[4][9]

## Fiestas
- Santa Águeda, el 5 de febrero.
- San Antonio, con misa y procesión, el 13 de junio.
- San Juan ante Portam Latinam, patronales, 6 de mayo.
- San Roque, fiesta mayor, el 16 de agosto.
- Romería, en verano, junto a los pueblos de Valdevacas y Guijar, Arevalillo de Cega y Arahuetes.
- La Recogida, antiguamente el sábado santo, hoy junto a San Roque. Los niños van casa por casa, pidiendo dulces cantando "Angelitos somos del Cielo venimos a pedir por Dios huvos y torreznos".[5][4][9][10][11]

## Gastronomía
- Florones, poste tradicional típico del pueblo.[12]